# Yinghuo-1
Yinghuo-1 era una sonda spaziale cinese, che avrebbe dovuto essere il primo veicolo spaziale cinese ad esplorare Marte. Fu lanciata dal cosmodromo di Bajkonur, in Kazakistan, l'8 novembre 2011, assieme alla sonda russa Fobos-Grunt, che avrebbe dovuto esplorare la luna marziana Fobos. L'Agenzia spaziale cinese (CNSA) aveva previsto che la sonda spaziale cinese, pesante 115 kg, dovesse orbitare attorno al pianeta rosso per due anni, studiandone la superficie, l'atmosfera, la ionosfera e il campo magnetico. Poco dopo il lancio, era la sonda russa che si sarebbe dovuta occupare del distacco dall'orbita terrestre; tuttavia ciò non avvenne, e le due sonde rimasero in orbita attorno alla Terra. Il 17 novembre 2011, i media di stato cinesi annunciarono che la CNSA aveva dichiarato "perduta" la sonda Yinghuo-1. Le due sonde infine si disintegrarono sopra all'Oceano Pacifico il 15 gennaio 2012, durante il loro rientro nell'atmosfera terrestre.

## Nome
Il nome Yinghuo-1 (Cinese semplificato: 萤火; Cinese tradizionale: 螢火; pinyin: yínghuǒ – lucciola, letteralmente "fuoco luminoso") era un omaggio alla parola quasi omofona "yinghuo" (Cinese semplificato: 荧惑; Cinese tradizionale:熒惑; pinyin: yínghuò). Questo vocabolo, una forma semplificata di "pianeta luccicante" (熒惑星), è un antico nome cinese di Marte.

## Obiettivi
L'obbiettivo principale della Yinghuo-1 era lo studio dell'ambiente esterno di Marte; in particolare la sonda cinese doveva:
- Condurre un'esplorazione dettagliata dell'ambiente plasmatico e del campo magnetico;
- Studiare il processo delle particelle in fuga e il loro possibile meccanismo;
- Condurre misurazioni di occultazione delle ionosfera, in collaborazione con Fobos-Grunt;
- Osservare le tempeste di sabbia sulla superficie marziana

## Missione
Dopo il trasferimento nell'orbita marziana, Yinghuo-1 avrebbe dovuto separarsi da Fobos-Grunt nell'ottobre 2012, ed entrare in un'orbita equatoriale di 72,8 ore attorno al pianeta rosso. Le due sonde avrebbero poi dovuto condurre insieme esperimenti di occultazione della ionosfera, anche se l'obbiettivo primario della sonda russa era la raccolta di campioni di superficie della luna marziana Phobos. In previsione dei periodi di 8.8 ore passati nel lato buio di Marte, la sonda era stata dotata di energia di riserva, perché i suoi pannelli solari sarebbero stati inutilizzabili senza luce diretta.

### Preparazione
Il 26 marzo 2007 il direttore dell'Agenzia spaziale cinese Sun Laiyan ed il capo della Roscosmos Anatolij Perminov stipularono un “Accordo di cooperazione tra l'Agenzia Spaziale Cinese e l'Agenzia Spaziale Russa per una comune esplorazione di Marte cino-russa”. Una clausola di questo accordo prevedeva la costruzione e il lancio di una sonda cinese chiamata Yinghuo-1 e di una sua omologa russa, chiamata Fobos-Grunt.

### Lancio e fallimento

Immagine che mostra il percorso pianificato di Yinghuo-1 verso Marte

Il 17 ottobre 2011 le due sonde giunsero al Cosmodromo di Bajkonur, iniziando le operazioni in vista del lancio, previsto per novembre. L'8 novembre 2011 le due sonde vennero lanciate insieme da un missile Zenit, con un razzo multistadio Fregat, dal cosmodromo di Bajkonur, in Kazakistan. Poco dopo il lancio però, Fobos-Grunt non riuscì ad effettuare le due accensioni necessarie per uscire dall'orbita terrestre, e le due sonde rimasero nella loro orbita di parcheggio. Nonostante ripetuti tentativi di prendere contatto con la sonda russa e risolvere il problema, il veicolo spaziale continuò a perdere quota. Il 17 novembre 2011, i media di stato cinesi annunciarono che la CNSA aveva dichiarato "perduta" la sonda Yinghuo-1, e l'orbita delle due sonde cominciò gradualmente ad avvicinarsi alla Terra.

### Rientro
Il 14 gennaio 2012 fu annunciato che le due sonde stavano iniziando la loro discesa conclusiva nell'atmosfera terrestre, cadendo a una velocità di molte centinaia di metri ogni ora, a partire dalla distanza di 147 km. Il 15 gennaio 2012 le due sonde completarono il loro rientro e si disintegrarono sopra l'oceano Pacifico.

## Dati tecnici
- massa: 115 kg[3]
- potenza: 90 W media, 180 W nei picchi
- antenna ad alto guadagno: larga 1 m, trasmette in banda S ad un'antenna cinese larga 50 m a 2500 bit/s
- antenna a basso guadagno: trasmissione ad 80 bit/s up e down
- 2 moduli fotovoltaici a 3 sezioni; lunghezza totale 5,6 m
- modulo fotovoltaico stabilizzato a 3 assi perpendicolare al Sole
- comunicazione diretta con la Terra